# 앙리 파르망
앙리 파르망(Henri Farman, 1874년 5월 26일 - 1958년 7월 18일)는 프랑스의 비행사이다. 그의 동생인 모리스 파르망과 함께 비행기를 설계, 제작하였다. 그의 가족은 영국계이나, 앙리 파르망은 1937년에 프랑스 국적을 취득했다.